# Erni Mangold
Erni Mangold, nata Erna Goldmann (Großweikersdorf, 25 gennaio 1927), è un'attrice austriaca.

## Filmografia parziale

### Cinema
- Der Vogelhändler, regia di Arthur Maria Rabenalt (1953)
- Der letzte Walzer, regia di Arthur Maria Rabenalt (1953)
- Il cacciatore della foresta d'argento, (Der Förster vom Silberwald; Echo der Berge) regia di Alfons Stummer (1954)
- Hanussen, regia di O. W. Fischer e Georg Marischka (1955)
- Ingrid - Die Geschichte eines Fotomodells, regia di Géza von Radványi (1955)
- Der Maulkorb, regia di Wolfgang Staudte (1958)
- Eva. Confidenze di una minorenne (Die Halbzarte), regia di Rolf Thiele (1959)
- La professione della signora Warren (Frau Warrens Gewerbe), regia di Ákos Ráthonyi (1960)
- Der Bockerer, regia di Franz Antel (1981)
- Die letzte Runde, regia di Peter Patzak (1983)
- Prima dell'alba (Before Sunrise), regia di Richard Linklater (1995)
- Heile Welt, regia di Jakob M. Erwa (2007)
- North Face - Una storia vera (Nordwand), regia di Philipp Stölzl (2008)
- Anonyma - Eine Frau in Berlin, regia di Max Färberböck (2008)
- L'uomo di 101 anni che non pagò il conto e scomparve (Hundraettåringen som smet från notan och försvann), regia di Felix Herngren e Måns Herngren (2016)

### Televisione
- Hafenpolizei (1966)
- Der Kommissar (1970)
- Tatort (1974; 1999; 2007; 2013)
- Notturno (Mit meinen heißen Tränen) (1986)
- Il commissario Rex (Kommissar Rex) (1995; 1998; 2004)